# Jonathan A. Coddington
Jonathan A. Coddington – amerykański arachnolog i kladysta. Zajmuje się głównie systematyką i ewolucją pająków, zwłaszcza z grupy Araneoidea, ogólnie założeniami i praktyką systematyki oraz teorią i projektowaniem biologicznych eksponatów. 
W 1975 uzyskał licencjat (B.Sc.) na Uniwersytecie Yale, w 1978 magisterium (M.A.) w Uniwersytecie Harvarda, gdzie doktoryzował się sześć lat później. Jego badania filogenezy pająków wykorzystywano później m.in. do wyjaśniania adaptacji, zachowania i ewolucji morfologii pająków oraz ich wytworów, w tym nici przędnej. Obecnie jest kustoszem działu pajęczaków i wijów w Narodowym Muzeum Historii Naturalnej w Waszyngtonie.
Coddington jest autorem lub współautorem naukowych opisów wielu gatunków pająków, m.in. Nephila komaci. Wraz z Scharffem w 1994 roku sformułował jedną z podstawowych reguł w analizach kladystycznych, zgodnie z którą węzły na kladogramie niemające wsparcia (gałęzie o zerowej długości, ang. zero-length branches)  muszą znajdować się w politomii.